# Bernd Hoffmann
Bernd Hoffmann (Leverkusen, 21 gennaio 1963) è un dirigente sportivo tedesco, presidente della squadra di calcio dell'Amburgo dal 2003 al 2011.
Hoffmann ha concluso i suoi studi all'università di Colonia nel 1989 diplomandosi in economia e commercio. Dopo diversi impieghi manageriali decide di compiere il grande salto: il 16 dicembre 2002 esprime la volontà di prendere il controllo della principale squadra di calcio di Amburgo. Il 1º febbraio 2003 inizia la sua avventura. Nel giugno 2005 prolunga il suo contratto fino il 31 dicembre 2008.
Hoffmann è sposato con Nicole e ha 4 bambini.